# Yakuza Weapon
Pour plus de détails, voir Fiche technique et Distribution.
Yakuza Weapon (極道兵器, Gokudō heiki) est un film japonais réalisé par Tak Sakaguchi et Yūdai Yamaguchi, sorti en 2011.

## Synopsis
Un yakuza ayant une mitrailleuse à la place du bras veut venger son père.

## Fiche technique
- Titre : Yakuza Weapon
- Titre original : 極道兵器 (Gokudō heiki)
- Réalisation : Tak Sakaguchi et Yūdai Yamaguchi
- Scénario : Tak Sakaguchi et Yūdai Yamaguchi d'après le manga Gokudō Heiki de Ken Ishikawa
- Musique : Nobuhiko Morino
- Photographie : Masakazu Oka
- Montage : Zensuke Hori
- Production : Yoshinori Chiba, Toshiki Kimura et Shûichi Takashino
- Société de production : AG-One, Nikkatsu et Stairway
- Pays :  Japon
- Genre : Action et science-fiction
- Durée : 105 minutes
- Dates de sortie : 
  -  Japon : 23 juillet 2011

## Distribution
- Tak Sakaguchi : Shozo Iwaki
- Akaji Maro : Kenzo Iwaki
- Shingo Tsurumi : Kurawaki
- Mei Kurokawa : sœur Nayoko
- Jun Murakami : Tetsu

## Accueil
Michael Gingold pour Fangoria a donné au film la note de 3/4. Liz Ferguson pour la Montreal Gazette a qualifié le film d'ennuyeux.